# آبشار چرچیل
آبشار چورچیل (به انگلیسی: Churchill Falls) آبشاری است که در کانادا واقع شده و ارتفاع کلی ریزشگاه آن ۲۴۵ پا (۷۵ متر) است.